# Sincina
Sincina è un comune rurale del Mali facente parte del circondario di Koutiala, nella regione di Sikasso.
Il comune è composto da 7 nuclei abitati:
- Bania
- Kaniko
- N'Goukan
- Nampossela
- Sincina
- Try 1
- Try 2